# Can Biel (Anglès)
Can Biel és una masia d'Anglès inclosa a l'Inventari del Patrimoni Arquitectònic de Catalunya.

## Descripció
És un edifici aïllat de tres plantes cobert amb una teulada de cornisa catalana i de doble vessant a laterals al qual hi ha adossades una torre quadrada de quatre plantes, també coberta a dues aigües a laterals, i altres dependències a la part posterior i un paller a uns metres a ponent.
Pel que fa a l'edifici, la planta baixa té una porta adovellada de mig punt amb grans carreus escairats i diverses finestres, algunes de petites, emmarcades de pedra i reixades i d'altres de nova obertura i fetes d'obra. Al lateral de ponent, a més de les petites finestres reixades, hi ha un contrafort de suport.
Al primer pis hi ha tres finestres. Dues d'elles són emmarcades, excepte els ampits, de pedra sorrenca i la central és feta de rajols i motllures que imiten la pedra.
El segon pis té dues finestres tapades de diferent mida.
El mas té la façana principal arrebossada, encara que les altres parts són de pedra vista. La maçoneria emprada, al marge de les pedres cantoneres i els marcs d'algunes obertures, són còdols de riu i pedres arrodonides. A la part posterior del mas cal destacar la presència d'un petit forn adossat a la planta baixa i d'una finestra, a l'altura del primer pis, emmarcada de pedra de Girona amb decoració de floró central a la llinda, ampit emergent i motllurat, sustentada, com moltes de les grans finestres dels masos de la zona, amb tres grans blocs escairats en forma triangular.
La torre, està reforçada als angles amb grans carreus escairats que reforcen la seva aparença de fort. La torre té les façanes de pedra vista. La planta baixa no té obertures exteriors i hi ha la roca mare on s'assenta l'estructura. El primer pis té una finestra de grans pedres reixada de manera externa i decorada a la llinda amb un floró triangular a la part inferior central, una data i una creu. El segon pis té una finestra emmarcada de pedra sorrenca amb una llinda monolítica, els muntants motllurats i l'ampit emergent. La llinda està decorada amb el típic floró triangular. Al costat esquerre de la finestra hi ha un gran rellotge de sol. El tercer pis està ocupat per dues finestres de rajols amb forma d'arc de mig punt simètriques a la façana i una finestra petita al lateral de llevant.

## Història
Can Biel és una masia fortificada caracteritzada per la seva magnífica torre quadrada del segle xvii.
Podria tractar-se de l'antic mas Masó, documentat de principis del segle xiii.
Dues de les finestres del primer pis, a la façana principal, duen la data de 1610 i 1637. A la planta baixa, al lateral de ponent, hi ha una llinda datada de 1639.
Al segon pis de la torre, una llinda està datada de 1602 i, l'últim pis hi ha la data de 1637.
L'existència de la torre d'aparença defensiva s'ha relacionat amb l'augment del trànsit de bandolers per aquesta vall als segles XVI-XVIII.
Actualment li passa per davant la via verda de Girona a Olot.